# Parthenopinae
De Parthenopinae zijn een onderfamilie van krabben (Brachyura) uit de familie Parthenopidae.

## Geslachten
De Parthenopinae omvatten de volgende geslachten: 
- Agolambrus S. H. Tan & Ng, 2007
- Aulacolambrus Paul’son, 1875
- Celatopesia Chiong & Ng, 1998
- Certolambrus S. H. Tan & Ng, 2003
- Costalambrus S. H. Tan & Ng, 2007
- Cryptopodia H. Milne Edwards, 1837
- Derilambrus S. H. Tan & Ng, 2007
- Distolambrus S. H. Tan & Ng, 2007
- Enoplolambrus A. Milne-Edwards, 1878
- Furtipodia S. H. Tan & Ng, 2003
- Garthambrus Ng, 1996
- Heterocrypta Stimpson, 1871
- Hispidolambrus McLay & S. H. Tan, 2009
- Hypolambrus S. H. Tan & Ng, 2007
- Lambrachaeus Alcock, 1895
- Latulambrus S. H. Tan & Ng, 2007
- Leiolambrus A. Milne-Edwards, 1878
- Mesorhoea Stimpson, 1871
- Mimilambrus Williams, 1979
- Neikolambrus S. H. Tan & Ng, 2003
- Nodolambrus S. H. Tan & Ng, 2007
- Ochtholambrus S. H. Tan & Ng, 2007
- Parthenope Weber, 1795
- Parthenopoides Miers, 1879
- Patulambrus S. H. Tan & Ng, 2007
- Piloslambrus S. H. Tan & Ng, 2007
- Platylambrus Stimpson, 1871
- Pseudolambrus Paul’son, 1875
- Rhinolambrus A. Milne-Edwards, 1878
- Solenolambrus Stimpson, 1871
- Spinolambrus S. H. Tan & Ng, 2007
- Tutankhamen Rathbun, 1925
- Velolambrus S. H. Tan & Ng, 2007
- Zarenkolambrus McLay & S. H. Tan, 2009

### Uitgestorven
- Acantholambrus  †  Blow & Manning, 1996
- Bittnerilia  †  De Angeli & Garassino, 2003
- Phrynolambrus  †  Bittner, 1893